# ザナドゥ・ハウス

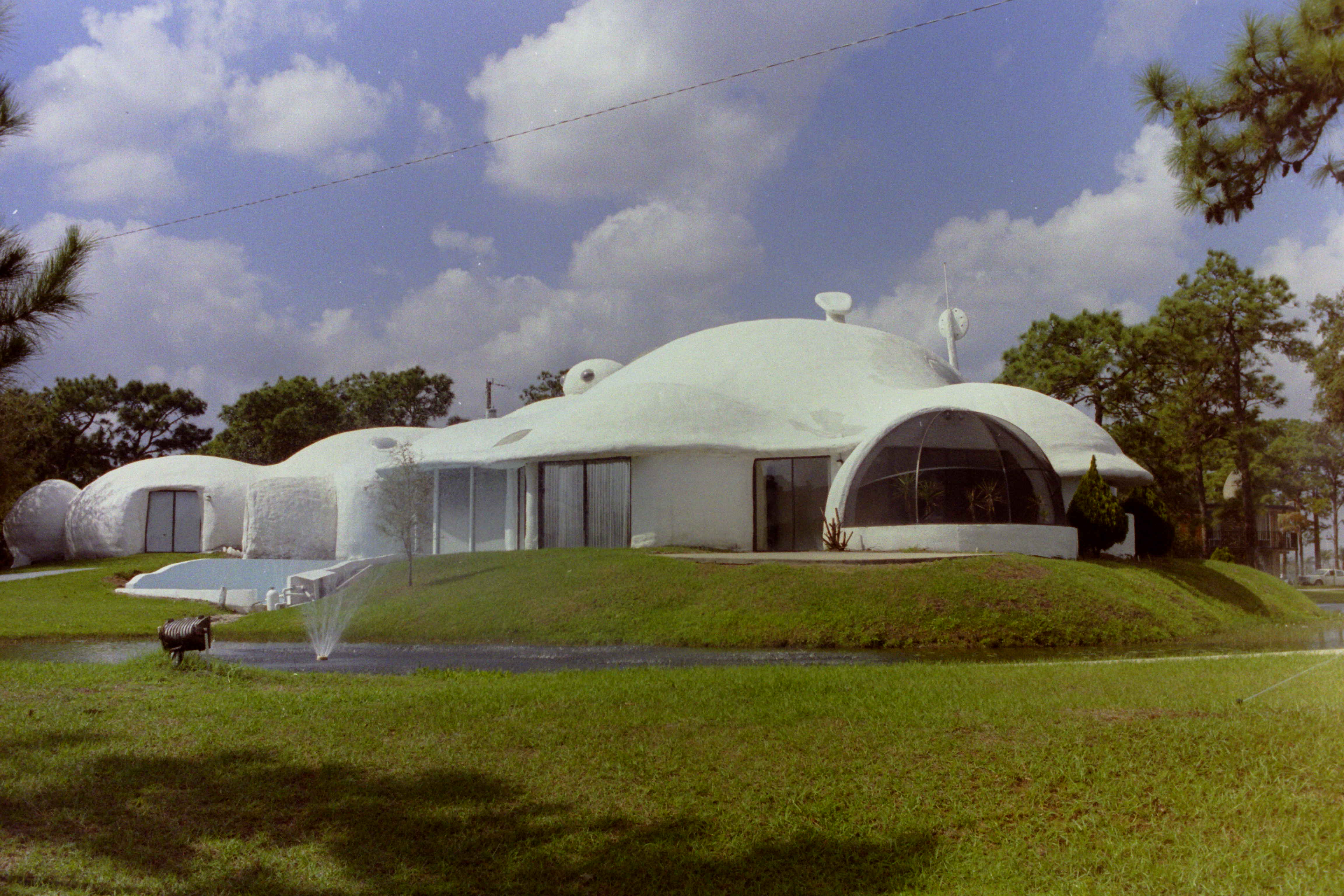
ザナドゥハウスの一つ
（フロリダ州キシミー, 1990年）

ザナドゥ・ハウス（Xanadu Houses ）は、アメリカ合衆国で建設された一連の実験住宅。住宅におけるコンピュータ化と自動化を先駆的に企図したものであった。建築計画は1979年に開始され、1980年代初頭において3棟が、それぞれアメリカ国内の異なる場所（フロリダ州キシミー、ウィスコンシン州ウィスコンシンデルズ、テネシー州ガトリンバーグ）に建設された。設計、施工において斬新な技法が用いられ、1980年代のうちには人気の観光スポットとなった。
ザナドゥ・ハウスにおいて特徴的であるのは、構造体としてコンクリートではなく、ポリウレタン断熱フォームを用いることにより、施工の簡便化、工期短縮、低価格を同時に実現していることである。人間工学に基づいた設計がなされ、部分的にはホームオートメーションを先取りする点も見られる。建築家ロイ・メイソンによって設計されたキッシミーのザナドゥは最も有名であり、最盛期には一日に1000人の見学者が訪れた。ウィスコンシンデルズとガトリンバーグの棟は1990年代初頭に早くも閉鎖、取り壊しとなり、残ったキッシミーのザナドゥ・ハウスについても、1996年に閉鎖、2005年10月に解体された。

## 経緯
ザナドゥ・ハウスのコンセプトを作り上げ、硬質の断熱材で住宅を作り、住み始めたのはボブ・マスターズという人物である。マスターズは、ザナドゥ・ハウスを手がける前は、インフレータブル・バルーンを用いた空気膜構造の住宅を設計、施工していたが、その後断熱材を構造躯体とした最初の例である、建築家スタン・ノード・コノリーによるデンバーのキッシンジャー邸に触発されたのである。1969年、マスターズは、後にザナドゥ・ハウスで用いるのと同じ方法によって、自邸を建設する。激しい吹雪の中ではあったが、完成までに二日半しか要しなかった。断熱フォームを用いた住宅が実用に耐え得ると確信したマスターズは、国内各地にモデルハウスを建設することを決意する。マスターズのビジネスパートナーであったトム・ガッセルは、サミュエル・テイラー・コールリッジの幻想詩「クブラ・カーン」に登場する、クビライの夏の都に因み、このモデルハウスをザナドゥと名づけた。ザナドゥは、映画「市民ケーン」に登場する大邸宅の名前でもある。
最初のザナドゥ・ハウスは、1979年ウィスコンシン・デルズに建てられたものである。設計は、建築家スチュワート・ゴードン、施工はボブ・マスターズによる。建築面積約370 m2のジオデシック・ドームの形状をしており、竣工後最初の夏には10万人もの人々が、見物に訪れた。
最も有名なザナドゥ・ハウスは、ロイ・メイソンの設計による二例目である。マスターズは、1980年トロントで開催された未来会議でメイソンに出会う。メイソンは、ザナドゥ・ハウスのプロジェクトに参加する以前から、バージニア州で同じく断熱材を構造体に用いる類似の実験に携わっていた。メイソンとマスターズは、ともに人間工学、ユーザビリティ、エネルギー効率を重視した、他の実験や論文に影響を受けていた。黒川紀章の中銀カプセルタワーに代表されるメタボリズムの作品や、ジャックス・ビューフスのガラス繊維強化プラスチックによって水に浮く水上住宅、ジャックス・ラウジリーによる水中住宅、1970年代に建てられた、地面を断熱材として利用するドン・メッツ自邸などが、それである。ザナドゥ・ハウスの50年前、シカゴ万博で展示された「1933年明日の住宅」展においてすでに、エアコン、強制空気加熱、遮断器など、さまざまな革新的設備は登場していた。
メイソンは、住宅は外部のさまざまな事象から身を守るための、不動かつ受動的なシェルターに過ぎないという人々の考えを変えなければならないという信念を持っていた。「住宅を総合的な有機的システムとして見ている者は誰もいない。住宅に知能を持たせること、各部屋に知能を持たせることは可能だ。」とは、雑誌「The Futurist（未来主義者）」の編集者でもあったメイソンの言葉である。一棟の建設についての見積価格は30万ドル。メイソンは8万ドルの低価格バージョンも計画しており、コンピュータを使用した住宅が高価ではないことを示そうとしたが、低価格バージョンは実際に建設されることはなかった。
1982年10月1日、ウォルト・ディズニー・カンパニーはフロリダ州にエプコットをオープンした。マスターズとメイソンは、ここからほんの数 km離れたキッシミーの地にザナドゥ・ハウスを建てることを決める。使用コンセプトの研究にさらに時間を費やした結果、1983年ついにザナドゥ・ハウスはオープンした。建築面積は約560 m2。一般の住宅よりもかなり広い面積となったのは、ショーケースとしての傾向が強いためである。1980年代の半ばごろの最盛期には、一日1000人以上もの人々が、キッシミーのこの新しいアトラクションに連日詰め掛けた。3つ目のザナドゥ・ハウスはテネシー州のガルトリンバーグに建設された。ザナドゥ・ハウスがアトラクションとしてオープンすると、旅行会社はこれを「未来の家」としてパンフレットを作成し、宣伝広告を行った。
しかしながら1990年代初期には、ザナドゥ・ハウスは集客力を失っていく。原因は、使用されたテクノロジーが急速に陳腐化したことであり、結果としてウィスコンシンとテネシーのハウスは取り壊されてしまう。一方でキッシミーのザナドゥ・ハウスは引続きアトラクションとして運営されたが、それも1996年には閉鎖された。閉鎖後のハウスは、1997年オフィスおよび倉庫として売りに出されたが、結局そうした用途に使われることはなく、アトラクションとして閉鎖された後はまったくメンテナンスされずにさまざまなカビに侵される状態であった。2001年再び売りに出された際の希望価格は200万ドル。それから数年、ホームレスが住み着いていたが、2005年遂に取り壊された。

## 設計
ザナドゥ・ハウスは、人間工学に基づき、未来の居住者像を思い描きながら設計された。壁は曲面を描き、床はカーペットではなくコンクリート直仕上げの上塗装、一貫して寒色照明が用いられ、扉のないオープンなプランニングとなっている。モジュールに則った外装は、取り外し可能な風船状の型にポリウレタン断熱フォームを吹き付けて形成しているため、UFOを思い起こさせる。ザナドゥ・ハウスに特徴的であるのは、白く塗装された外壁、電気通信用アンテナ、外部に設置された公衆便所、そして湖である。複数の出入り口があり、船窓のように丸い大きな窓がある。内装は洞窟のようであり、天井は低く、狭苦しいと言わざるを得ないほどである。内壁はクリーム色であり、床は薄い緑色である。中心に位置するのはリビングルームであり、柱状に設置された擬木が天井を支え、さらには備え付けの暖房システムとしても働いている。
フロリダ州キッシミーのザナドゥ・ハウスの施工は、土間スラブのコンクリート打設と、「グレート・ルーム」となる直径12メートルのドームを支えるリングの作成で始まった。予め作られたビニール製の風船をそのリングに取り付け、巨大な扇風機の空気圧で膨らませる。十分に膨らんだところで、高速硬化性のポリウレタンフォームを吹き付ける。吹付けは内側から行うので、雨や風の日でも施工可能である。ポリウレタンフォームは2種類の化学物質を急速に混合して発泡させることで、元の液体の30倍の体積に膨張し、瞬時に硬化する。繰り返し吹き付けることで12-16 cmほどの厚さのしっかりとしたシェル構造が2、3時間のうちに完成する。フォームが固まったら、風船は取り除かれ、繰り返して使われる。二つ目のドームが完成して風船を取り除いたら、二つの部屋をワイヤーメッシュでつなぎ、それにもまた、ポリウレタンフォームを吹き付けて接続ギャラリーもしくはホールとする。この工程を、ハウスが完成するまで繰り返すのである。窓や天窓、扉などの開口部は、フォームをくり抜いて枠を設置する。仕上げとして、構造体の内側に厚さ2センチメートルほどの耐火材料を吹付け、壁および天井を滑らかで清掃しやすい表面とする。外側は、白色のエラストマー系塗料で塗装する。

## 内装
ザナドゥ・ハウスには、コモドール製のマイクロコンピューターが制御するホームオートメーションシステムが使われている。台所、パーティールーム、浴室、寝室といった全ての部屋でコンピュータ他の電子機器をふんだんに取り込んだ設計となっていて、冷暖房、電気・ガス使用はコンピュータ制御されている。例えば、設定した日付、時刻に湯船に湯を張り、温度を調節するといったことも可能である。訪れた人々は、電子制御のツアーガイドに従い、ファミリールームのビデオスクリーンに映し出されたCGアートは常に形を変える。
キッチンは、「オートシェフ」により自動化されており、電子栄養士とも言うべきプログラムがバランスの良い献立を作ってくれ、日付と時刻をセットすれば自動的に調理もしてくれる。食材が不足すれば、コンピュータシステムを通じた通信販売、もしくはザナドゥ内にある温室から調達する。台所のコンピュータは家事用のカレンダー、記録、蔵書管理にも使用可能である。
また、現在のSOHOを先取りする形で、オフィスルームを備え、コンピュータを用いて電子メールの使用、証券・商品取引へのアクセス、ニュースの受信など、在宅でビジネスを可能にする方法を提案した。
主寝室のコンピュータでは、他の各室のコントロールが可能であり、例えば布団に入ったあとにわざわざ階下に下りてコーヒーポットの電源を切る、などといった煩わしさから解放してくれる。子ども部屋には当時最新の教育用マイクロコンピュータが備えられる他、窓に映し出される風景はコンピュータによって生成されたものであり、世界各地、あるいは想像上の風景が、一瞬にして切り替わる。ベッドは壁の中に納まる省スペース設計。学習スペースとして、ポケットコンピュータゲームや本を持って身をかがめるとちょうど収まる形に壁がくぼんでいる。
「グレート・ルーム」は、ザナドゥ・ハウスで最も大きな部屋であり、噴水と小さなテレビ、そしてビデオプロジェクターがある。近くにはダイニングルームがあり、ガラスのテーブルを曲線でできた椅子が囲む。椅子の後ろには壁全体を覆う大きな窓がある。ファミリールームに特徴的なのは、壁一面に同時に多チャンネル視聴が可能なテレビモニターをはじめ、多くの電子機器が並んでいることである。これは“electronic hearth”、すなわち「電子暖炉」と呼ばれ、古くから家族や親戚が火を囲んで集まったように、モニターを通じて顔を合わすことができるよう計画されたものである。
浴室では、ジェット噴流バスや日光サウナがあって、自動制御空調によって整えられた環境の中で体を癒すことができ、モニターの指導に従って運動もできる。
コンピューターを住宅の中に組み込むことによって得られる利点として、セキュリティが占める割合は大きい。ザナドゥ・ハウスには、セキュリティシステム、防火システムも備わっていた。訪問者があるとHALのように音声を発するので、留守中に侵入者があった場合でも、誰か住居内にいると思わせることができる。

## 短所
当初の関心事は、コンピュータのいくつかを24時間、365日作動し続けなければならないので、電気代が膨大なものとなるのではないかということであった。しかしメイソンは、中心となるコンピュータが住宅内の他の全てのコンピュータのエネルギー消費をコントロールできると考えていた。しかし住宅にコンピュータを使うことは不便だと考える人は少なくなかった。もし、コンピュータがエラーを起こせば、食料を調達することも、入浴することも、あまつさえ鍵がかかっていれば家から出ることもできなくなってしまうからだ。さらには、コンピュータが住宅を支配することで、住人の社交性が失われると主張する人もいた。こうした人々も、セキュリティが向上し、洗濯などの雑用に手がかからなくなるなどの点においては、コンピュータの利便性を認めていたようではある。
ザナドゥ・ハウスを訪れた多くの人々が、その有機的なデザインに気持ちの落ち着きを感じる一方、天候にひどく左右されやすいことから、コンセプトの実現は不可能だと考える人も少なからずいた。他の建築家やデザイナーは、ザナドゥ・ハウスをアマチュアレベルの仕事であるとして相手にしなかった。断熱材を構造材として使用するなど常識を疑う材料選択や、あまりに奇妙な形状、色彩のせいである。デザイナーたちはザナドゥ・ハウスを失敗作として片付け、従来どおりの形状の住宅を設計し続けた。天井が低く、壁はうねるような形状、室内にいるとめまいがすると、実用的な住宅としては多くの人がザナドゥ・ハウスを遠ざけたのである。

## 出版物
「Xanadu: The Computerized Home of Tomorrow and How It Can Be Yours Today!（ザナドゥ：明日のコンピュータ住宅と、今日それをあなたのものにする方法！）」は、ロイ・メイソン、レーン・ジェニングス、ロバート・エヴァンスの共著であり、1983年11月アクロポリスブックから出版された。この本は、メディアセンターやAVシステムなど、今日すでに実現している多くのコンセプトを含め、コンピュータを住宅内で使用する方法を説明している。また、ザナドゥ・ハウスの設計、施工の過程を、ボブ・マスターズのインタビューも交えて紹介している。また、ザナドゥ・ハウスの写真数点が掲載されているほか、硬質断熱材やコンピュータ自動化システムを用いた他の建築作品についても言及している。